# Вилхелм Вайнберг
Вилхелм Вайнберг (на немски: Wilhelm Weinberg) е германски лекар-практик, специализиран в акушерството и гинекологията.

## Научна дейност
Успоредно с лекарската си практика, пише научни трудове и има приноси в изследванията на близнаците, на мутациите при човека и медицинската статистика.
През 1908 г., независимо от Харди, публикува закономерностите на разпределението на генотиповете в популацията и името му остава заедно с това на Харди в наименованието на Закона на Харди – Вайнберг.